# S/2018 J 4
S/2018 J 4 är en av Jupiters månar. Den upptäcktes år 2018 av Scott S. Sheppard. S/2018 J 4 är cirka 2 kilometer i diameter och roterar kring Jupiter på ett avstånd av cirka 16 548 600 kilometer.
S/2018 J 4 har ännu inte fått något officiellt namn.